# Hamaticherus bellator
Hamaticherus bellator är en skalbaggsart som beskrevs av Audinet-serville 1834. Hamaticherus bellator ingår i släktet Hamaticherus och familjen långhorningar. Inga underarter finns listade i Catalogue of Life.